# Antares 1A (człon rakiety)
Antares 1A – amerykański człon rakiet nośnych używanych w latach 60. i 70. XX wieku, należących do rodziny Blue Scout i Scout. Spalał stały materiał pędny. Człony Antares 1A były używane 40 razy. Antares 1A używał silnika rakietowego X-254.